# هيلادوثيريوم
الهيلادوثيريوم (الاسم العلمي: Helladotherium)، وتعني ("وحش هيلاس " منطقة في اليونان). وهو جنس منقرض من الزرافيات التي عاشت خلال الميوسيني في قارتي أوروبا وأفريقيا وآسيا.